# Mathieu Drujon
Mathieu Drujon, né le 1er février 1983 à Troyes, est un coureur cycliste français. Professionnel de 2006 à 2013, il a été membre de l'équipe BigMat-Auber 93 avec son frère Benoît.

## Biographie

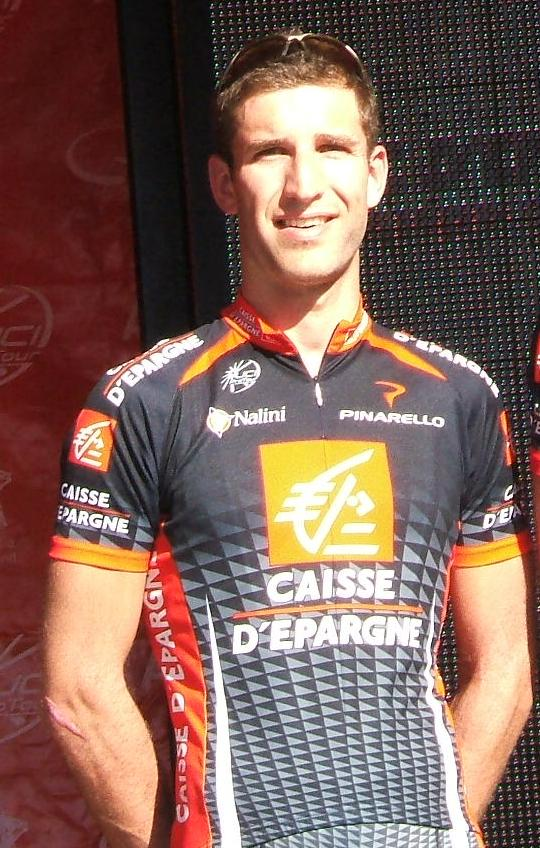
Mathieu Drujon lors de la présentation des équipes du Tour Down Under 2009

Mathieu Drujon commence le cyclisme à l'âge de 12 ans au club aubois de l'UVCAT. Son grand-père Henri Wasilewski, un Polonais ayant immigré en France, a été coureur cycliste durant les années 1950. Son père et son oncle ont également pratiqué ce sport.
Membre de l'équipe amateur Vendée U-Pays de la Loire en 2004, il est stagiaire en fin de saison dans l'équipe professionnelle Brioches La Boulangère, dont Vendée U-Pays de la Loire constitue la réserve
En 2005, Mathieu Drujon rejoint l'UC Nantes Atlantique, autre équipe de première division nationale, qui gagne cette année-là la coupe de France des clubs. En fin de saison, il est à nouveau stagiaire dans une équipe professionnelle, La Française des jeux.
Mathieu Drujon devient coureur professionnel en 2006 au sein de l'équipe continentale française Auber 93. Durant cette saison, il gagne une étape du Circuit des plages vendéennes, course du calendrier national français, et est deuxième du Grand Prix Cristal Énergie, troisième de la Classic Loire Atlantique et sixième du Grand Prix de Fourmies. L'année suivante, il se classe troisième du Tour de Vendée et de Paris-Mantes-en-Yvelines (où Auber 93 réalise un triplé en plaçant Niels Brouzes et Maxime Méderel aux deux premières places), huitième de la Route Adélie de Vitré, dixième du Grand Prix de la ville de Rennes.
En 2008, il est recruté par l'équipe ProTour espagnole Caisse d'Épargne. Il en est membre jusqu'à la fin de la saison 2010. Pendant ces trois années, il a essentiellement un rôle de coéquipier pour ses leaders. Il épaule notamment José Joaquín Rojas lors de ses sprints. Il peut tenter sa propre chance lors de certaines courses. Il ne gagne pas durant son passage à la Caisse d'épargne. Il se classe 26 fois parmi les dix premiers (12 en 2008, 8 en 2009 et 6 en 2010). Il ne participe à aucun grand tour, ce qui constitue, avec l'absence de victoire, l'un de ses déceptions à l'issue de ses trois saisons avec la Caisse d'Épargne. Il regrette également un programme de course insuffisant.
L'équipe Caisse d'Épargne change de sponsor et de nom à l'issue de la saison 2010, la banque française Caisse d'épargne ne renouvelant pas son partenariat. Les coureurs français ne sont pas conservés. Mathieu Drujon s'engage pour 2011  avec l'équipe continentale BigMat-Auber 93 et l'intention de gagner une première course du calendrier international de l'UCI Europe Tour afin de retrouver une équipe ProTour l'année suivante.
Après de multiples places d'honneur en 2011 et 2012, il parvient à ses fins au début de l'année 2013 en remportant la Classic Sud Ardèche. En fin de saison 2013, son contrat n'est pas prolongé par son équipe. Ne trouvant pas d'autre formation pour 2014, Drujon annonce la fin de sa carrière professionnelle.
Il s'engage au printemps 2014 avec le VC Toucy où il rejoint son frère Benoît.

## Palmarès
- 2001
  - Tour du Haut-Anjou
- 2003
  - La Suisse Vendéenne
  - 3e étape du Loire-Atlantique espoirs
  - 3e du Circuit U Littoral
  - 3e du Tour du Canton de Saint-Ciers
- 2004
  - 3e étape de la Ronde de l'Isard d'Ariège

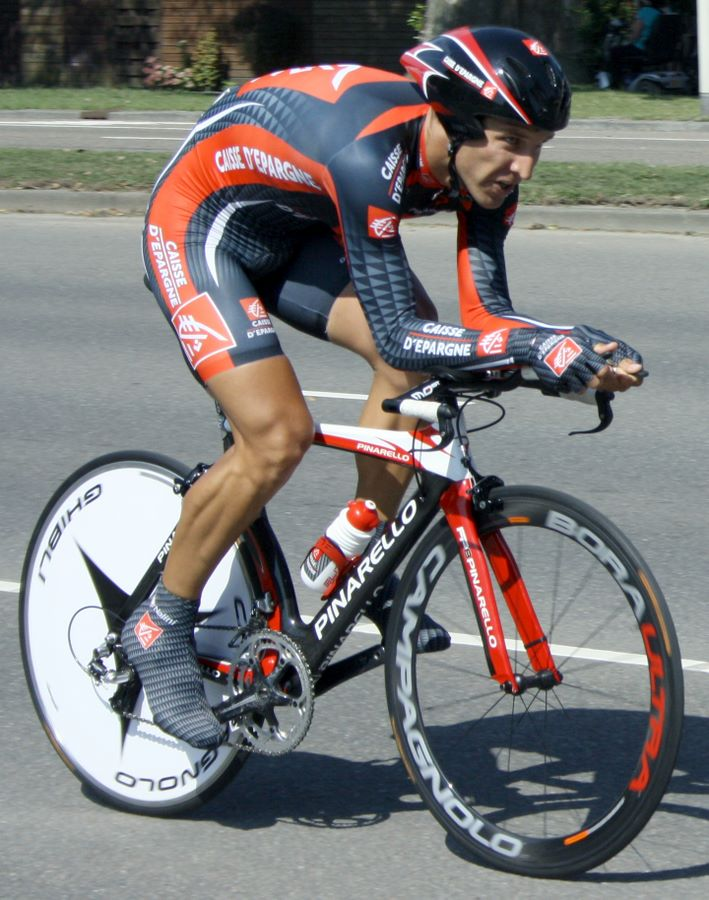
Mathieu Drujon au prologue de l'Eneco Tour 2009

  - 4e épreuve du Circuit des plages vendéennes

- 2005
  - 3e étape du Tour du Haut-Anjou
  - 3e des Boucles guégonnaises
  - 3e du Tour du Haut-Anjou
- 2006
  - 2e épreuve du Circuit des plages vendéennes
  - 2e du Grand Prix Cristal Energie
  - 3e de la Classic Loire-Atlantique
- 2007
  - 1re et 2e épreuves du Circuit des plages vendéennes
  - 2e de Paris-Évreux
  - 3e du Tour de Vendée
  - 3e de Paris-Mantes-en-Yvelines
- 2009
  - 2e étape du Tour méditerranéen (contre-la-montre par équipes)
- 2011
  - 3e de Paris-Troyes
- 2013
  - Classic Sud Ardèche
- 2014
  - Grand Prix de Saint-Parres-aux-Tertes
  - 3e étape du Tour de Côte-d'Or

## Classements mondiaux
| Année           | 2006 | 2007 | 2008 | 2009 | 2010 | 2011 | 2012 | 2013 |
| --------------- | ---- | ---- | ---- | ---- | ---- | ---- | ---- | ---- |
| UCI Europe Tour | 246e | 208e |      |      |      | 83e  | 667e | 96e  |